# Fearless (Lied)
Fearless ist ein Musikstück auf dem 1971 veröffentlichten Musikalbum Meddle der britischen Rockband Pink Floyd. Es ist dort der dritte Titel und wurde gemeinsam mit One of These Days als Single ausgekoppelt.

## Text und Musik
Fearless ist ein eher ruhiges, durch lautere Gitarrenpassagen durchbrochenes Stück. Zwei Einschübe, einmal vor und einmal nach dem wirklichen Text, sind Gesänge des Stücks You’ll Never Walk Alone der Fans des FC Liverpool zu hören. Dieses Lied von Richard Rodgers und Oscar Hammerstein II, ursprünglich als Gebet erdacht, fügt sich mit seiner anfeuernden Botschaft gut an Fearless an. Der Text sowie die Musik stammen vom Bassisten Roger Waters sowie dem Gitarristen David Gilmour.

## Veröffentlichung
Fearless wurde zusammen mit One of These Days als Single veröffentlicht. Daneben erschien es auf dem späteren Album Works. Tatsächlich wurde es von der Band aber nie live gespielt. Erst 2016 nahm Roger Waters das Stück in die Setlist seiner Solo-Tour auf. Es ist außerdem auf Nick Masons Live at the Roundhouse erschienen.

## Besetzung
- Roger Waters – Bass, akustische Gitarre
- David Gilmour – Lead-Gitarre, Gesang
- Richard Wright – Piano
- Nick Mason – Schlagzeug